# Sarangani (Insel)
Sarangani ist eine Insel der Provinz Davao Occidental auf den Philippinen. Sie liegt etwa 12 km vor der Südküste der Insel Mindanao und 3 km nordwestlich der Insel Balut, in einem Seegebiet im Norden der Celebessee. Die Insel hat eine Fläche von circa 36,18 km² und wird von der Stadtgemeinde Sarangani aus verwaltet. Bei der Volkszählung 2007 wurden 16.183 Einwohner in den neun auf der Insel liegenden Barangays registriert.
Die Insel hat eine langgestreckte ovale Form. Die Küstenlinie hat eine Länge von ca. 37 km. Die östliche Küstenlinie wird geprägt von hohen Felskliffen, während die westliche Küstenlinie von flachen Stränden und tief eingeschnittenen Buchten geprägt wird. Die größten Buchten sind die Patirang Bay, Tumanao Bay und der Patuko Gulf. Der etwa 12 km lange und ca. 5,1 km breiten Insel sind zahlreiche Korallenriffe und Seegraswiesen vorgelagert. Die Topographie der Insel ist flachhügelig mit Erhebungen von 80 bis 120 Meter über dem Meeresspiegel. Die Insel wird größtenteils landwirtschaftlich genutzt, ca. 67 % der Inselfläche.
Eine Fährverbindung zur Insel besteht vom Hafen in Glan und General Santos City aus. Die beiden Inseln Balut und Sarangani waren in der spanischen Kolonialzeit auch bekannt unter den Namen Sanguil, Sangil, Sanguir oder Sanguiz, was zu einiger Verwirrung über den Ausgangspunkt der großen Vulkaneruption von 1641 führte, diese wurde letztendlich, nach wissenschaftlichen Nachforschungen, dem Vulkan Parker zugeschrieben.